# Anomalia verdadeira

A anomalia verdadeira de um pornto P é o ângulo f. O centro da elipse é o ponto C, e o foco é o ponto F.

Em astronomia, a anomalia verdadeira é o ângulo entre as direções foco da elipse - periastro e foco da elipse - posição do astro, na órbita kepleriana. Este ângulo deve ser medido de forma orientada, ou seja, varia de 0 a 360 graus (ou, equivalentemente, de -180 a 180 graus ou qualquer outra faixa de 360 graus).
A anomalia verdadeira permite localizar o astro em sua órbita, enquanto que a anomalia média tem uma relação com o tempo. A Equação de Kepler permite converter entre as duas, através da anomalia excêntrica.

## Relações
Para uma órbita elíptica de semi-eixo maior {\displaystyle a} e excentricidade orbital {\displaystyle e}, temos que a anomalia verdadeira {\displaystyle \nu \,} se relaciona com a distância ao corpo central {\displaystyle r} através da equação paramétrica da elipse em coordenadas polares:
{\displaystyle r=a{{1-e^{2}} \over {1+e\cdot \cos {\nu }}}\,\!}
As relações com a anomalia excêntrica {\displaystyle E} são:
{\displaystyle \cos {\nu }={{\cos {E}-e} \over {1-e\cdot \cos {E}}},\,}
ou, equivalentemente:
{\displaystyle \tan {\nu  \over 2}={\sqrt {{1+e} \over {1-e}}}\tan {E \over 2}.}

### Dos Vetores de Estado
Para órbitas elípticas verdadeira anomalia {\displaystyle \nu \,\!} pode ser calculado a partir dos vetores de estado orbitais como:
{\displaystyle \nu =\arccos {{\mathbf {e} \cdot \mathbf {r} } \over {\mathbf {\left|e\right|} \mathbf {\left|r\right|} }}}   (Se {\displaystyle \mathbf {r} \cdot \mathbf {v} <0} em seguida, substituir {\displaystyle \nu \ } por {\displaystyle 2\pi -\nu \ })
Onde:
- {\displaystyle \mathbf {v} \,} é o vetor de velocidade orbital do corpo em órbita,
- {\displaystyle \mathbf {e} \,} é o vetor de excentricidade,
- {\displaystyle \mathbf {r} \,} é o vetor de posição orbital (seguimento {\displaystyle fp}) do corpo em órbita.

#### Órbita Circular
Para órbitas circulares a verdadeira anomalia é indefinido porque órbitas circulares não têm um periapsis unicamente determinado. Em vez disso, usa-se o argumento de latitude {\displaystyle u\,\!}:
{\displaystyle u=\arccos {{\mathbf {n} \cdot \mathbf {r} } \over {\mathbf {\left|n\right|} \mathbf {\left|r\right|} }}}   (Se {\displaystyle \mathbf {n} \cdot \mathbf {r} >0} em seguida, substituir {\displaystyle u\ } por {\displaystyle 2\pi -u\ })
Onde:
- {\displaystyle \mathbf {n} } é vetor que aponta para o nó ascendente (Ex. a componente {\displaystyle z} do {\displaystyle \mathbf {n} } é zero).

#### Órbita Circular com inclinação zero
Para órbitas circulares com inclinação zero o argumento de latitude também é indefinido, porque não existe uma linha de nós unicamente determinada. Um uso da longitude verdadeira em vez disso:
{\displaystyle l=\arccos {r_{x} \over {\mathbf {\left|r\right|} }}}   (Se {\displaystyle v_{x}>0\ } em seguida, substituir {\displaystyle l\ } por {\displaystyle 2\pi -l\ })
Onde:
- {\displaystyle r_{x}\,} é a componente {\displaystyle x} do vetor de posição orbital {\displaystyle \mathbf {r} },
- {\displaystyle v_{x}\,} é a componente {\displaystyle x} do vetor de velocidade orbital {\displaystyle \mathbf {v} }.